# Elektromagnetisk fremdrift
 For alternative betydninger, se EMP.
Elektromagnetisk fremdrift (kort EMP fra engelsk electromagnetic propulsion) er princippet at accelerere et objekt direkte ved at anvende en elektrisk strøm og magnetfelter.
Den elektriske strøm anvendes enten til at skabe et modsatrettet magnetfelt – eller til at elektrisk lade et fluid, som herefter kan frastødes. Det er velkendt at når en strøm flyder gennem en leder i et magnetfelt, vil vekselvirkningen mellem de to magnetfelter forårsage tiltrækning eller frastødning – lorentzkraften, skubbe lederen i en vinkelret retning på lederen og magnetfeltet. Denne vekselvirkningskraft er årsagen til fremdriften i systemer som drager nytte af dette fænomen.
En central forskel mellem EMP og fremdrift opnået med elektromotorer er, at elektrisk energi anvendes til EMP, ikke anvendes til at producere rotationel energi til bevægelse (via f.eks. hjul eller propeller); selvom begge anvender magnetfelter og elektrisk strøm.
Videnskaben om elektromagnetisk fremdrift har ikke sin oprindelse fra en enkelt person og har anvendelser indenfor mange felter. Talen om at anvende magneter til fremdrift fortsætter til denne dag og der er blevet drømt om det mindst siden 1897, da John Munro udgav sin opdigtede historie "A Trip to Venus".

Aktuelle anvendelser kan ses i magnetsvævebaner og militære railguns. Andre anvendelser som ikke er bredt anvendt eller stadig i udvikling omfatter elektromagnetiske katapulter, ion-motorer, magnetoplasmadynamiske drev – og magnetohydrodynamiske drev til skibe og ubåde.